# Sioux Ghost Dance
Pour plus de détails, voir Fiche technique et Distribution.
Sioux Ghost Dance est un film américain réalisé par William Kennedy Laurie Dickson, sorti en 1894. C'est, avec Buffalo Dance, les premières apparitions d'Indiens au cinéma.
Ce film est un des premiers tournés avec la première caméra argentique du cinéma à défilement linéaire vertical, la caméra Kinétographe, au format 35 mm de large, à deux paires de quatre perforations par photogramme, conçue par Dickson et Heise à partir des croquis de Thomas Edison et du premier modèle qui faisait dérouler horizontalement la pellicule de 19 mm de large, à six perforations en bas du cadre.

## Synopsis
La troupe d'Indiens du cirque de Buffalo Bill (Buffalo Bill's Wild West) exécute, accompagnée au tambour portable (film muet), une Danse des Esprits. On dénombre quelques adolescents parmi les danseurs.

## Fiche technique
- Titre : Sioux Ghost Dance
- Réalisation : W.K.L. Dickson
- Production : Edison Manufacturing Company
- Photographie : William Heise
- Durée : 18 secondes (le film original durait une trentaine de secondes)
- Format : 35 mm à double jeu de 4 perforations rectangulaires Edison par photogramme, noir et blanc, muet
- Pays :  États-Unis